# リルハディ
リルハディ（英：LILHUDDY、本名：コール・チェイス・ハドソン、2002年5月15日 - ）は、アメリカ合衆国のインターネットセレブリティ、歌手、俳優。
TikTokのインフルエンサー集団ハイプ・ハウスを共同設立し、eボーイのファッションスタイルやサブカルチャーの流行を広めたことで一躍有名に。
ビルボードによると、3,000万人以上のフォロワー数を誇るリルハディはTikTokのトップ10音楽インフルエンサーの一人であり、TikTokで最も影響力のある人物の一人。さらに、ビルボードは2021年度の「21 Under 21（21歳以下の21人）」にリルハディを選出しており、Paper誌は2020年代のポップ・パンク リバイバルの重要人物としてリルハディを紹介している。

## 概要
musical.ly（現 TikTok ）で人気に火が付き、2019年12月にハイプ・ハウスとして知られるインフルエンサー集団を共同設立。
2020年12月、インタースコープ・レコードと契約を結ぶ。マシン・ガン・ケリーのアルバム『チケッツ・トゥ・マイ・ダウンフォール』を映画化した「ダウンフォールズ・ハイ」に出演。同映画は2021年1月15日に公開された。その後、2021年1月21日にデビュー・シングル「21st Century Vampire」をリリースし、2月18日にトラヴィス・バーカーが共同作曲者として参加した2ndシングル「The Eulogy of You and Me」をリリース。同年4月22日には3枚目のシングル「America's Sweetheart」をリリースし、同じくTikTokインフルエンサーのチャーリー・ダミリオがカメオ出演したミュージック・ビデオも公開された。さらに、8月6日にイアン・ディオール、トラヴィス・バーカー、タイソン・リッターをフィーチャリングしたシングル「Don't Freak Out」を発売。デビュー・アルバム『ティーンエイジ・ハートブレイク』は9月17日に発表された。

## 私生活
2002年5月15日、カリフォルニア州ストックトンで生まれた 。貧しい地域で育った彼は、幼い頃からファッションに興味を持ち、姉のiPodでマイ・ケミカル・ロマンス、ブリンク182 、フォール・アウト・ボーイなどのポップ・パンク・バンドを発見。10代の頃には学校でいじめに遭うようになり、自殺願望を持つようになったため、オンライン授業に切り替えた 。
2020年2月から2020年4月まで、TikTokerのチャーリー・ダミリオと交際していた。
ジャスティン・ビーバー、BTS、ショーン・メンデス、ビリー・アイリッシュ、ワン・ダイレクションからファッションの影響を受けており、トラヴィス・バーカー、マシン・ガン・ケリー、オリヴィア・ロドリゴ、マイ・ケミカル・ロマンス、ブリンク182 から音楽的影響を受けている。

## ディスコグラフィー

### アルバム
- 『Teenage Heartbreak』（2021）

## フィルモグラフィ
| 年     | 題名           | 役割  | Ref.   |
| ------ | -------------- | ----- | ------ |
| 2021年 | Downfalls High | Fenix | [ 25 ] |

## 賞とノミネート
| 賞                              | 年     | 候補者 | カテゴリー           | 結果       |
| ------------------------------- | ------ | ------ | -------------------- | ---------- |
| iHeartRadioミュージックアワード | 2021年 | 本人   | ソーシャル・スター賞 | ノミネート |